# شاه‌آباد، رامپور

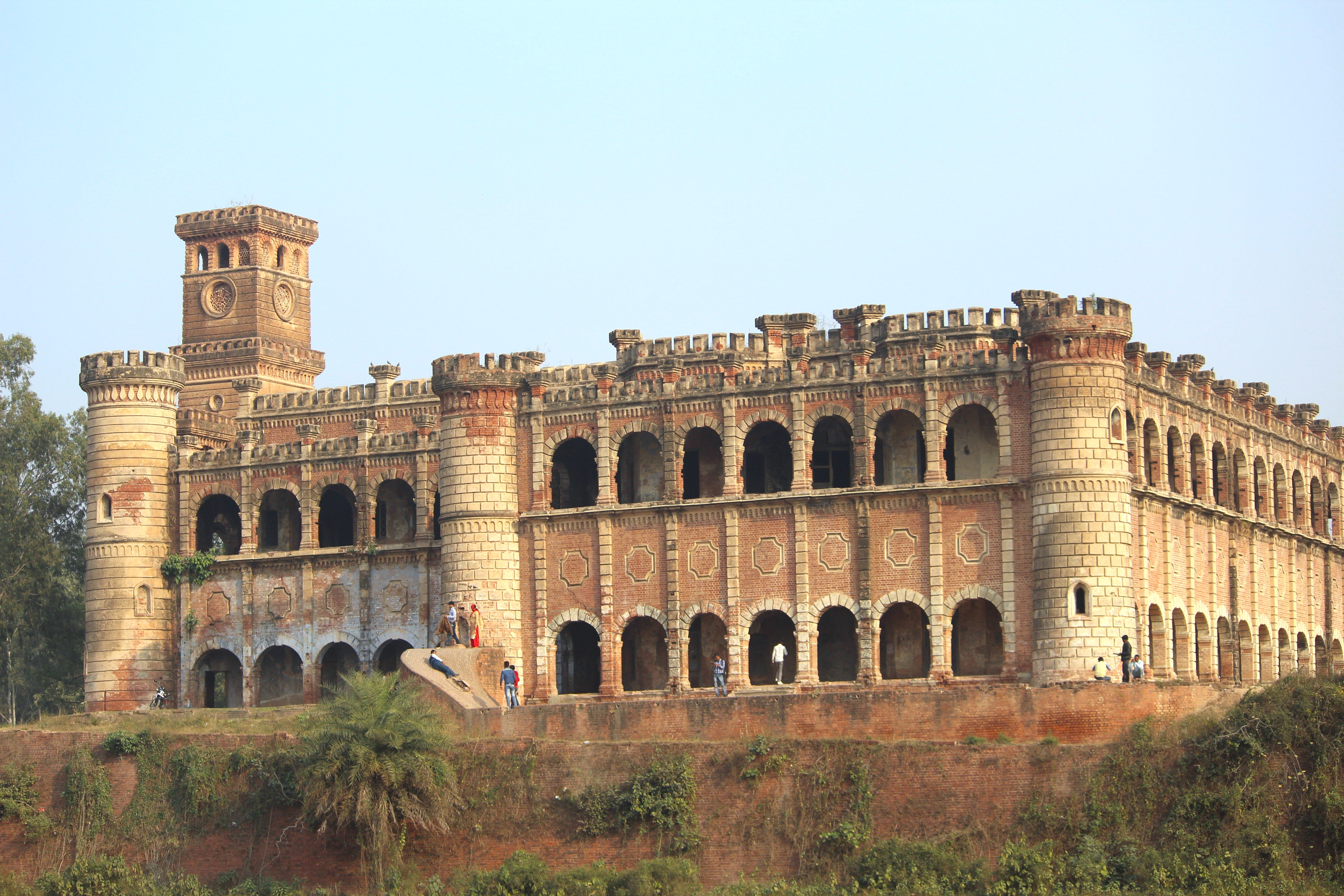
منطقه مسکونی شاه‌آباد، رامپور

شاه‌آباد، رامپور (به انگلیسی: Shahabad) یک منطقهٔ مسکونی در هند است که در Rampur district واقع شده‌است.

## خصوصیات
شاه‌آباد ۳۲٬۰۱۵ نفر جمعیت دارد و ۱۴۳ متر بالاتر از سطح دریا واقع شده‌است.